# Jakob Graß
Jakob Graß (* 10. September 1774 in Weingarten TG; † 31. Mai 1823 in Arbon) war ein österreichischer Orgelbauer.

## Leben
Jakob Graß war Sohn eines Orgelbauers. Er war in Nord- und Südtirol vor allem mit Reparaturen von Orgeln befasst. Zwischen 1799 und 1819 war Graß vor allem mit Reparaturen und Wartungen von Orgeln beschäftigt.

## Werkliste
| Jahr | Ort           | Gebäude                 | Bild | Manuale | Register | Bemerkungen                                     |
| ---- | ------------- | ----------------------- | ---- | ------- | -------- | ----------------------------------------------- |
| 1800 | Galtür        | Pfarrkirche             |      | I/P     |          | nicht erhalten; seit 1867 Orgel von Franz Weber |
| 1807 | Steeg (Tirol) | Pfarrkirche             |      | I/P     | 12       |                                                 |
| 1817 | Dorf Tirol    | St. Johannes der Täufer |      | II/P    |          | Orgel von Peter Überbacher vollendet            |